# Mosterdgas
Mosterdgas of 1,1'-thiobis(2-chloorethaan) is een vloeistof die als zij op de huid of in de ogen komt of wanneer de damp of nevel wordt ingeademd, sterk, prikkelend en blaartrekkend werkt. De huid wordt rood en bij voldoende blootstelling vormen zich na verloop van tijd blaren. Ook op de longen en de ogen heeft het een verwoestend effect. Het kan bij hogere doses blindheid en doofheid veroorzaken. Het effect van mosterdgas is niet zo zeer een dodelijke werking als wel het uitschakelen van de tegenstander.
Bij kamertemperatuur is zuiver mosterdgas een kleurloze, geurloze, olieachtige vloeistof. Door verontreinigingen in het mengsel krijgt het echter een gele kleur en ruikt het naar mosterd en knoflook.

## Synthese
Mosterdgas kan op een aantal verschillende manieren gesynthetiseerd worden. Een mogelijke manier is de reactie van zwaveldichloride met etheen:
{\displaystyle {\ce {SCl2 + 2 C2H4 -> (ClCH2CH2)2S}}}

## Gebruik
In de Eerste Wereldoorlog is dit middel als chemisch wapen gebruikt, voor het eerst bij Nieuwpoort als proef, twee dagen voor gebruik in Ieper. Het was vooral gevreesd, omdat het relatief gemakkelijk door de beschermende kleding van die dagen heendrong. Een andere naam voor mosterdgas is yperiet, genoemd naar de Belgische stad Ieper (in het Frans Ypres), waar in de nabijheid het gas in 1917 in de Eerste Wereldoorlog op grote schaal werd ingezet door de Duitsers en talloze slachtoffers maakte. Ook de geallieerden hebben toen veel mosterdgas gebruikt.
Van mosterdgas afgeleide verbindingen worden heden ten dage nog wel gebruikt als chemotherapeuticum tegen kanker, met name leukemie.

## Werkingsmechanisme

De reactie tussen mosterdgas en DNA

De reactie tussen mosterdgas en een eiwit

Er wordt al snel een intermediair gevormd van mosterdgas, dit gaat via een substitutiereactie. Het zwavelatoom reageert als nucleofiel op het buitenste C-atoom. Het chloor werkt als vertrekkende groep en er wordt een sulfoniumion gevormd.
Dit intermediair is erg reactief en kan binden aan een groot aantal nucleofiele biologische moleculen en hierdoor zijn functie en hele processen in de cel verstoren. Het is echter onmogelijk om één enkel mechanisme aan te wijzen als veroorzaker van de schade.
Een belangrijke reactie is die van het intermediair met DNA. Hierbij worden er waterstofbruggen in het DNA opgeheven, wat kan leiden tot ernstige veranderingen en zelfs celdood. Dit is de reden van het mutagene en carcinogene effect van mosterdgas.
Een andere belangrijke reactie van mosterdgas is die met bepaalde eiwitten. Hierbij gaat het mosterdgas op de actieve groep zitten en wordt de activiteit van het eiwit veranderd. Een voorbeeld hiervan is de inhibitie van glutathion. Glutathion zorgt voor de uitschakeling van de zeer schadelijke vrije radicalen. Wanneer dit minder gebeurt kan dit veel invloed hebben op de regulering van een aantal processen in de cel.
Beide kanten van het intermediair kunnen een reactie ondergaan. Mosterdgas kan dus ook twee moleculen aan elkaar of twee keer aan hetzelfde molecuul binden.

## Kinetiek
| Weefsel          | Concentratie mosterdgas |
| ---------------- | ----------------------- |
| Vet (van dijen)  | 15,1 mg/kg              |
| Hersenen         | 10,7 mg/kg              |
| Huid van de buik | 8,4 mg/kg               |
| Nieren           | 5,6 mg/kg               |
| Spieren          | 3,9 mg/kg               |
| Lever            | 2.4 mg/kg               |
| Hersenvloeistof  | 1,9 mg/L                |
| Milt             | 1,5 mg/kg               |
| Bloed            | 1,1 mg/L.               |

Het evenwicht van concentraties tussen bloed en weefsel wordt na 5 minuten bereikt. Mosterdgas is goed oplosbaar in vet en accumuleert daardoor in weefsels met veel vet. De verhoudingen tussen de weefselconcentraties van een Iraanse patiënt die 7 dagen na blootstelling overleed, zijn af te lezen in de tabel hiernaast.
Er wordt weinig ongemetaboliseerde stof teruggevonden in de urine, dit komt doordat het meteen opgenomen wordt in het vet. Het grootste deel van het mosterdgas dat in de urine wordt uitgescheiden is gealkyleerd en wordt daarna omgezet door middel van een enzym.
Ondanks de relatief snelle hydrolyse van mosterdgas, is bekend dat mosterdgas in de bodem en zelfs onderwater intact blijft voor een periode rond de 10 jaar. Dit gebeurt bij grote hoeveelheden mosterdgas. Terwijl de hydrolyse van mosterdgas in oplossing behoorlijk snel is, met een halfwaardetijd van 5 minuten, gaat het oplossen van mosterdgas niet snel. In bijvoorbeeld stilstaand water vergaat een druppel mosterdgas op de volgende manier.
Een beetje mosterdgas aan het oppervlak van de druppel wordt snel gehydrolyseerd tot TDG(thiodiglycol).
Aan het raakvlak met het water zit nog weinig water; doordat mosterdgas lipofiel is, reageert het intermediair sulfinium-ion met een ander molecuul mosterdgas, in plaats van met water. Hierbij wordt 1,2-bis[(2-chloroethyl)thio]ethaan en 1,2-dichloroethaan gevormd.
1,2-bis[(2-chloroethyl)thio]ethaan was een gewenst bijproduct bij de productie van mosterdgas, deze stof tast de huid ook aan en verlaagt het smeltpunt van mosterdgas.
Door het gebrek aan stroming van het water ontstaat er een geconcentreerde laag van TDG aan het oppervlak van de druppel. Het TDG gaat ook een reactie aan met het intermediair sulfinium-ion en hierbij ontstaan stabiele sulfoniumzouten.
In de tijd hopen deze non-reactieve sulfoniumzouten op tussen de mosterdgasdruppel en het omringende water. Dit zorgt voor een dikkere beschermende laag tussen het mosterdgas en het water.
Het oplossen van mosterdgas gaat langzamer, vanwege de verminderde diffusiekracht van het mosterdgas naar het omringende water. Maar als er beweging in het water komt door bijvoorbeeld zware regen of snelle stroming, dan lossen de druppels mosterdgas sneller op.

## Effectiviteit en symptomen

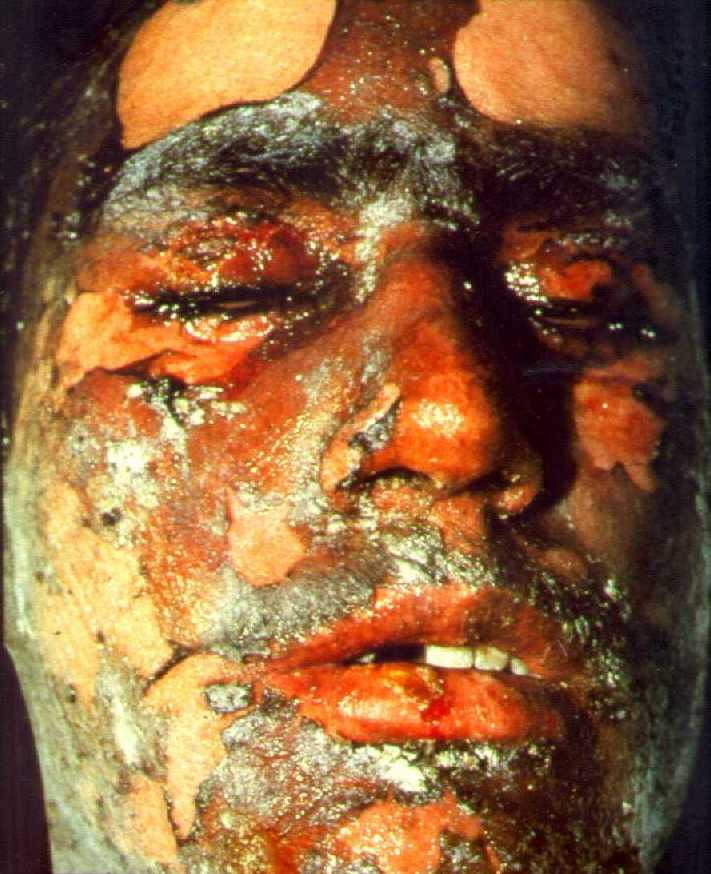
Slachtoffer, Irak, 1980

De effectiviteit van mosterdgas wordt mede bepaald door een vertraagd effect: hoewel er bij blootstelling direct schade aan cellen wordt aangericht, duurt het 2 tot 24 uur alvorens de schade zichtbaar wordt. Omdat mosterdgas voornamelijk toegepast werd als chemisch wapen, zijn de symptomen eerder acuut dan chronisch. Symptomen bij acute blootstelling zijn:
- De huid. Aantasting van de huid is het meest karakteristieke symptoom van acute blootstelling. De huid kleurt 2-6 uur na de eerste blootstelling rood; tussen 6-24 uur later ontstaat er een branderig gevoel alsook grote, met gele vloeistof gevulde blaren. In de twee volgende dagen verergeren de symptomen, treedt er pigmentatie op, gepaard met een zeer storende jeuk. Vier dagen na blootstelling treedt leukopenie op, een afname van witte bloedcellen.[2]
- Ogen. Contact van het gas met de ogen leidt 2-6 uur later tot intense pijn en een branderig gevoel, gepaard met veel traanvorming, krampachtig samenspannen van oogleden en gevoeligheid voor licht. Verscheidene oogaandoeningen kunnen mettertijd optreden.[3]
- Luchtwegen. Indien het gas ingeademd wordt, volgt 2-6 uur later misselijkheid, moeheid, hoofdpijn, een zere keel en een loopneus. De stem kan verdwijnen; hartslag en ademhaling gaan omhoog. De symptomen verergeren in de uren daarna, culminerend in het ophoesten van slijm en pus ten gevolge van longoedeem (twee dagen na blootstelling) en leukocytose (vier dagen na blootstelling), gevolgd door leukopenie. Wanneer de aandoening chronisch is, is er een verhoogde kans op longkanker en andere longziektes.[3]
- Maag-darmstelsel. Bij orale inname volgt een paar uur later misselijkheid, diarree, braken, buikpijn en het spugen van bloed. Wanneer er sprake is van ernstige vergiftiging kan het slachtoffer ook verkrampen en in shock raken. Verscheidene vergiftigingsverschijnselen kunnen over het hele lichaam optreden.[3]

Bij lage doses herstelt de patiënt nagenoeg zonder blijvende gevolgen. De mate van huidherstel ligt aan de schade die is aangericht: oppervlakkige symptomen herstellen binnen drie weken, ernstigere verwondingen kunnen tien jaar of langer aanhouden. Blootstelling aan de ogen kan leiden tot hinder die jaren aanhoudt, dan wel blindheid. Wanneer de patiënt overlijdt, is dit meestal het gevolg van een te grote dosis, resulterend in ernstigere symptoomvorming, orgaanfalen als gevolg van leukopenie, of longschade door longoedeem.

## Toxicologie en veiligheid
Bij opname door de huid bij dieren zijn LD50-waarden gevonden van 9 mg/kg bij de rat, 20 mg/kg bij de hond en 100 mg/kg bij het konijn.
Bij opname door inhalatie bij dieren zijn LD50-waarden gevonden na 10 minuten van 100 mg/m³ bij ratten, 280 mg/m³ bij konijnen en 80 mg/m³ bij apen.
Mosterdgas is een goed onderzocht en bewezen carcinogene stof voor dieren. Ook is uit studies gebleken van mensen die blootgesteld waren aan mosterdgas, dat deze groep een verhoogde mortaliteit had aan kanker in de mondholte en het ademhalingsysteem. Het risico op kanker is groter bij chronische blootstelling dan bij sporadische blootstelling.
Mosterdgas is ook mutageen, het veroorzaakt simpele mutaties, structurele chromosoomveranderingen, sekschromosoomverlies, nondisjunctie en erfelijke translocaties zijn allemaal waargenomen in in-vitro-experimenten. Bij vissers die blootgesteld waren aan mosterdgas is uitwisseling van zusterchromatiden waargenomen.

### Milieuvervuiling
In 2019 werd waargenomen dat mosterdgas lekt uit een munitiestortplaats van de Eerste Wereldoorlog voor de Belgische kust. Deze munitie ligt begraven onder de zandbank Paardenmarkt voor de kust van Knokke.

## Varia
De Duitse filosoof Peter Sloterdijk schreef in 2002 een kort werk over onder meer de inzet van mosterdgas in de Eerste Wereldoorlog: Luftbeben. An den Wurzeln des Terrors,